# Aparescus praecox
Aparescus praecox – gatunek chrząszcza z rodziny kózkowatych i podrodziny zgrzypikowych. Jedyny przedstawiciel rodzaju Aparescus.

## Zasięg występowania
Afryka Wschodnia i Południowa, występuje w Tanzanii, Mozambiku i Zambii.